# Matthieu Chedid
Matthieu Chedid, noto anche con lo pseudonimo di -M- (Boulogne-Billancourt, 21 dicembre 1971), è un cantautore e polistrumentista francese.

## Biografia
Nato a Boulogne-Billancourt, è figlio del cantante Louis Chedid e nipote della poetessa egiziana Andrée Chedid. Inizia a cantare all'età di sei anni, nel 1978, come corista. Negli anni seguenti intraprende anche la carriera di musicista cimentandosi in diversi strumenti. Il suo pseudonimo -M- deriva dal fatto che si sente molto timido sul palco e per questo ha optato per la sua iniziale, ma anche perché richiama la pronuncia di "aime", parola francese che vuol dire "amare".
Ha pubblicato il suo primo album nel 1997, seguito due anni dopo da Je dis aime, disco che lo consacra a livello nazionale in Francia. Nel 2000 vince due Premi Victoires de la musique. Nel 2003 il duo brano Belleville Rendez-vous viene registrato per il film Appuntamento a Belleville ed ottiene la nomination ai Premi Oscar 2004 come miglior canzone. Nell'autunno 2003 pubblica il suo terzo disco Qui de nous deux, che gli permette di ottenere fama anche in Belgio e Svizzera. Vince altri quattro Victoires de la musique nel 2005.
Nel corso della sua carriera ha collaborato con Billy Ze Kick, Brigitte Fontaine, Sean Lennon, Johnny Hallyday e altri. Nel 2007 lavora con Vanessa Paradis per l'album Divinidylle. Nel 2009 pubblica l'album Mister Mystère. Nel 2011 lavora alla colonna sonora di Un mostro a Parigi. Nel 2012 esce il successivo album in studio intitolato Îl. Dopo averlo annunciato nel novembre 2018, a gennaio 2019 pubblica l'album Lettre Infinie, ricco di richiami alla simbologia alchimista.

## Discografia

### Album studio
- 1997 - La Baptême
- 1999 - Je dis aime
- 2003 - Labo M (album strumentale)
- 2003 - Qui de nous deux
- 2009 - Mister Mystère
- 2012 - Îl
- 2019 - Lettre Infinie

### Album live
- 1997 - Le tour de -M-
- 2005 - -M- au Spectrum
- 2005 - En tête à tête
- 2010 - Les saisons de passage
- 2013 - Îl(s)

### Partecipazioni
- 2016 - Vole (singolo benefico con Carla Bruni, Nolwenn Leroy, Laurent Voulzy...)